# Kaj Hansen (football, 1917)
Pour les articles homonymes, voir Kaj Hansen et Hansen.
Kaj Aksel Hansen (né le 22 avril 1917 au Danemark et mort le 12 août 1987) est un joueur de football international et entraîneur danois, qui jouait au poste d'attaquant.
Il est connu pour avoir terminé meilleur buteur du championnat du Danemark lors de la saison 1939-1940 avec 12 buts (à égalité avec Frede Jensen).
Il commence le football en amateur avec les clubs danois du B 93 Copenhague ainsi que du BK Frem, avant de rejoindre la France pour jouer en professionnel dans des clubs comme le Stade français, le CA Paris, le SR Colmar ou bien le FC Metz.